# Lebutu (Ort, Hautoho)
Lebutu ist eine osttimoresische Siedlung im Suco Hautoho (Verwaltungsamt Remexio, Gemeinde Aileu).

## Geographie und Einrichtungen
Der Weiler (Bairo) Lebutu liegt im äußersten Norden der Aldeia Lebutu in einer Meereshöhe von 1113 m auf einem Bergrücken. Südlich entspringt ein Zulauf zum Coioial, nördlich ein Zulauf des Ai Mera. Die Flüsse gehören zum System des Nördlichen Laclós.
Die Straße, die durch den Weiler führt, verbindet Lebutu mit seinen Nachbarorten Aibutihun im Westen und, nachdem sich die Straße teilt im Suco Fadabloco, mit Manulete im Südosten und Lequiça im Nordosten. Auch zu Fadabloco gehört Lilitei, zu dem eine kleine Straße von Lebutu aus führt.
Lebutu ist der Hauptort des Sucos Hautoho. Hier befinden sich der Verwaltungssitz des Sucos, eine Grundschule, die katholische Kapelle Santa Cruz und die Pauluskirche Remexio der Igreja Evangélica Presbiteriana de Timor-Leste (IEPTL).